# Арс ан Ре
Арс ан Ре (фр. Ars-en-Ré) је насељено место у Француској у региону Поату-Шарант, у департману Приморски Шарант.
По подацима из 2011. године у општини је живело 1315 становника, а густина насељености је износила 120,09 становника/km².

## Демографија
| 1962. | 1968. | 1975. | 1982. | 1990. | 2011. |
| ----- | ----- | ----- | ----- | ----- | ----- |
| 913   | 915   | 961   | 1.023 | 1.165 | 1.315 |